# Aviation durant la Première Guerre mondiale

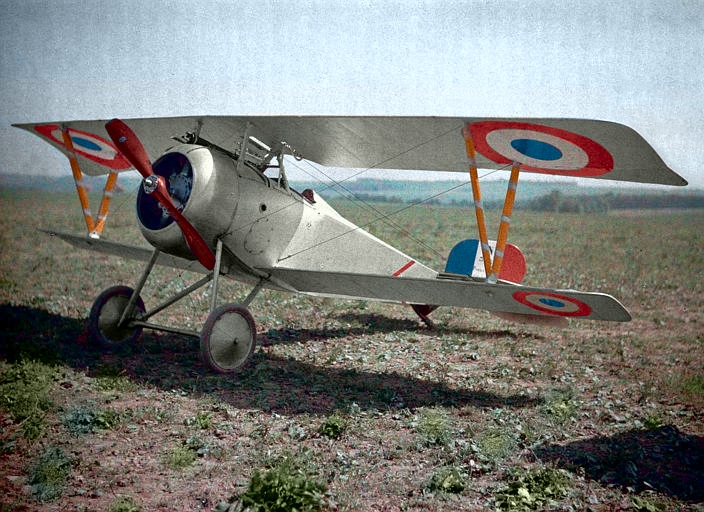
Autochrome couleur d'un chasseur Nieuport 17 dans l'Aisne, en 1917.

L'aviation durant la Première Guerre mondiale va évoluer rapidement. Environ vingt ans après le premier vol de Clément Ader en 1890, il y avait encore beaucoup de choses à améliorer. Du fait de la faible puissance des moteurs de l'époque, la charge utile pouvant être emportée par un avion était extrêmement limitée. Les appareils étaient construits à base de bois avec des ailes en toile. Ce matériel rudimentaire et le manque d'expérience des ingénieurs aéronautiques firent que ce type d'appareil était structurellement fragile et il n'était pas rare qu'il se brise en vol, particulièrement lors de violentes manœuvres de combat.

## Prélude

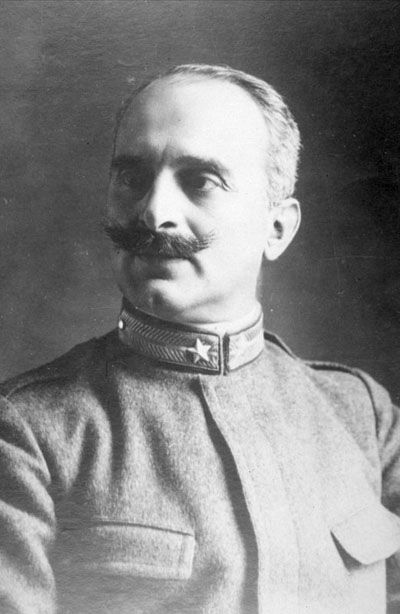
Giulio Douhet (1869-1930)

Dès 1909, ces machines volantes évoluant à grande vitesse furent considérés non plus comme des jouets mais comme des armes :

« Le ciel est sur le point de devenir un nouveau champ de bataille aussi important que les champs de bataille sur terre et sur mer....En vue de conquérir les airs, il est nécessaire de priver l'ennemi de tout moyen de vol, en le frappant dans les airs, sur ses bases d'opération ou sur ses centres de production. Nous ferions mieux de nous habituer à cette idée, et nous y préparer. »

— Giulio Douhet (Officier italien), 1909
En 1911, Le capitaine Bertram Dickson, le premier militaire britannique à avoir volé, prophétisa correctement l'usage militaire de l'aviation. Il prédit que les avions seront d'abord utilisés pour la reconnaissance mais cela forcera chaque camp à essayer de « gêner ou prévenir l'ennemi d'obtenir des informations », ce qui finira par tourner en une bataille pour le contrôle des airs. Ce fut exactement la séquence d'événements qui eut lieu quelques années plus tard.
Le premier usage opérationnel d'un avion eut lieu le 23 octobre 1911 au début de la guerre italo-turque, lorsque le capitaine Carlo Piazza réalisa le premier vol de reconnaissance près de Tripoli à bord d'un Blériot XI. Le 1er novembre 1911, toujours lors de ce conflit, le pilote italien Giulio Gavotti, à bord d'un Etrich Taube, largua une bombe pour la première fois en opération de guerre.
Le premier avion abattu au combat est un monoplan Nieuport abattu par une batterie de mitrailleuses le 10 septembre 1912.

## Premières années de la guerre

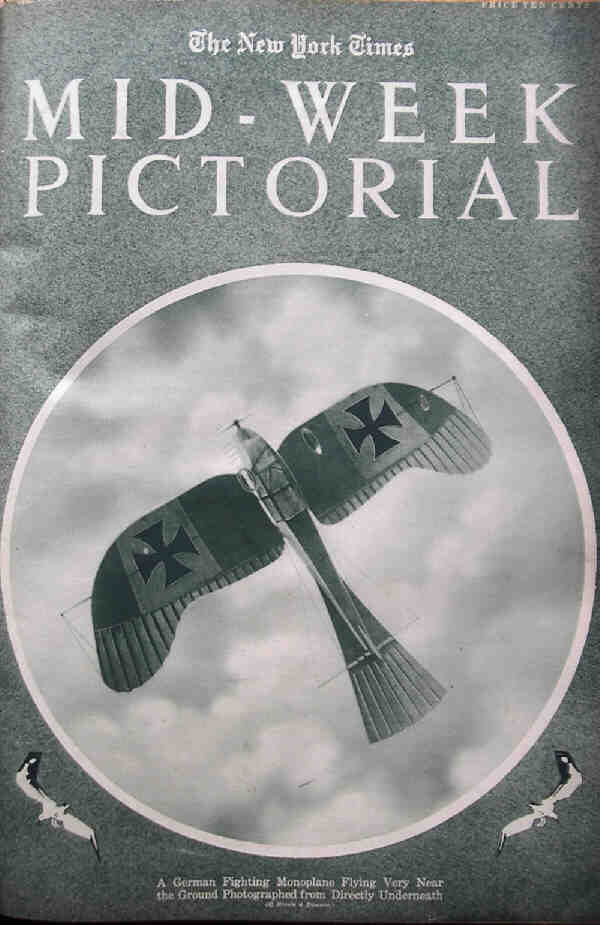
Un Rumpler Taube allemand.

### Forces en présence en 1914
Au tout début de la guerre, il y avait encore des débats sur l'utilisation (ou l'utilité) de l'aviation dans la guerre. De nombreux officiers parmi les plus âgés étaient en effet sceptiques. Les armées de l'air ne contiennent souvent aucun aviateur digne de commander, et cette arme nouvelle est souvent délaissée par les dirigeants.
En Allemagne, les succès des premiers Zeppelins ont largement éclipsé l'importance des appareils plus lourds que l'air. D'après un rapport de 1914, l'armée allemande disposait de 230 appareils en août 1914, dont seulement 180 étaient utilisables. Il s'agit principalement d'Etrich « Taube » (colombe en français), un monoplan très stable conçu par l'autrichien Igo Etrich et construit en Allemagne sous licence. Le reste des forces se composent de LVG, d'Aviatik et d'Albatros, des biplans à hélice tractive. Le major Wilhelm Siegert est responsable des forces aériennes (Inspection der Fliegertruppen ou inspection de l'aviation militaire).
Les exercices militaires français de 1911, 1912 et 1913 avaient expérimenté la coopération entre l'aviation, la cavalerie et l'artillerie mais la coordination manquait de rapidité et de souplesse. La Grande-Bretagne avait pris du retard et reposait largement sur l'industrie aéronautique française, en particulier pour les moteurs. La contribution britannique au début de la guerre ne se montait qu'à trente appareils. L'armée américaine était complètement dépassée et même lorsqu'elle entra en guerre en 1917, elle était totalement dépendante des industries aéronautiques françaises et britanniques.
En 1914, la France compte 138 avions, répartis dans 23 escadrilles. Il s'agit principalement de Blériot, de Deperdussin, de Farman, de Morane-Saulnier et de Voisin,. Contrairement à l'Allemagne, la France privilégie l'agilité avec des monoplaces légers et agiles.

### Premières missions de reconnaissance sur le Front de l'Ouest

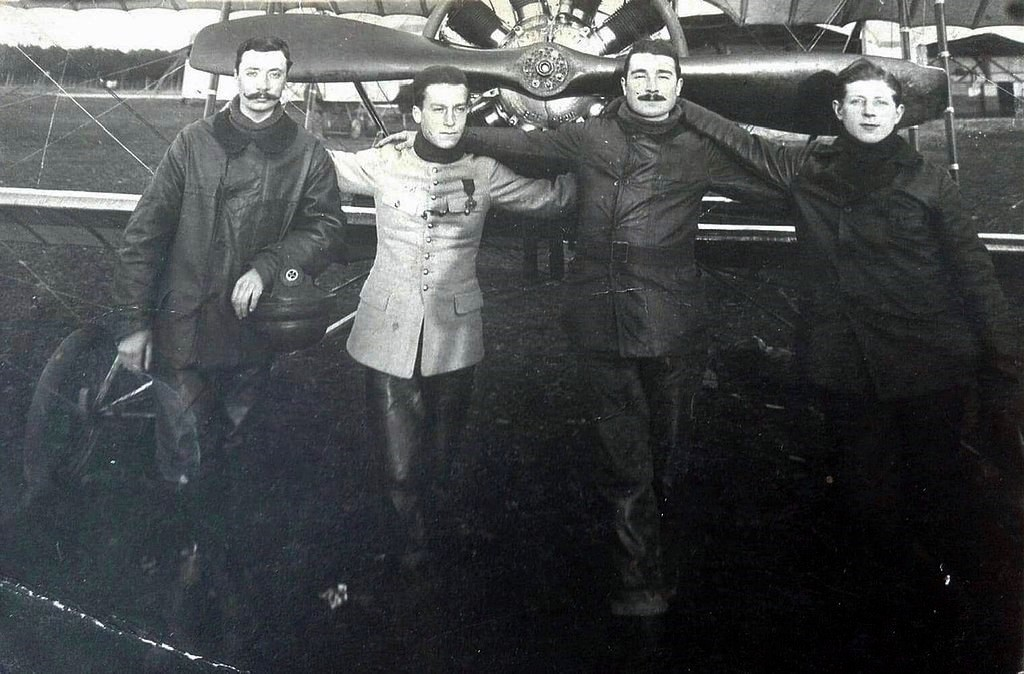
Stéphane de Bissy, officier français et pilote, accompagné de trois mécaniciens, devant son Caudron G.3 dans le nord de la France fin 1917.

Les premières batailles de 1914 ont prouvé que la cavalerie ne pouvait plus réaliser les missions de reconnaissances du fait de la puissance de feu très élevée des armées du XXe siècle. Les états-majors réalisèrent vite que les avions pouvaient localiser l'adversaire, même si les premières reconnaissances étaient handicapées par la nouveauté des technologies utilisées. Le scepticisme initial et les faibles attentes se transformèrent rapidement en demandes irréalisables pour les appareils de l'époque. Malgré tout, les reconnaissances aériennes jouèrent un rôle crucial lors de la « guerre de mouvement » de 1914 en aidant les alliés à stopper l'invasion de la France. Le 22 août 1914, le capitaine britannique Lionel Charlton (en) et le lieutenant V.H.N. Wadham rapportèrent que l'armée du général allemand Alexandre von Klück se préparait à encercler le BEF, contredisant ainsi toutes les autres sources de renseignement. Le haut-commandement britannique se fia à ce rapport et retira les 100 000 hommes du corps d'armée. Par la suite, lors de la première bataille de la Marne, les avions d'observation découvrirent les points faibles et les flancs exposés de l'armée allemande, permettant aux alliés de prendre l'avantage. De même, les reconnaissances allemandes repérèrent l'avancée des armées russes et permirent la victoire allemande à la bataille de Tannenberg en 1914.
À la fin de 1914, les lignes de ravitaillement allemandes s'étiraient de la Mer du Nord à la Suisse. La guerre de mouvement initiale était terminée et le front s'était stabilisé. Les trois missions principales des escadrons de reconnaissance émergèrent à partir de mars 1915 :
- Des missions de reconnaissance photographiques permettant de construire une carte du réseau des tranchées ennemies. Les premiers dispositifs photographiques utilisaient des plaques photographiques (les pellicules photographiques existaient déjà mais ne disposaient pas de la résolution suffisante)[13].

- Des missions de reconnaissance permettant à l'artillerie de tirer sur des cibles invisibles depuis la position de tir. La radio sans fil à bord des avions n'était pas encore très répandue ce qui posait des problèmes de communication. À partir de mars 1915, des appareils biplaces furent équipés de radios primitives permettant de communiquer à l'aide du code Morse mais ne disposaient pas de récepteur.

- Des missions permettant de communiquer avec l'infanterie durant l'offensive en survolant le champ de bataille. La technologie ne permettant pas de contact radio, les méthodes de communication étaient nécessairement primitives et incluaient le largage de messages depuis l'avion. Les soldats rechignaient souvent à révéler leurs positions car il était difficile de distinguer les appareils alliés ou ennemis.

### Premières missions de bombardement

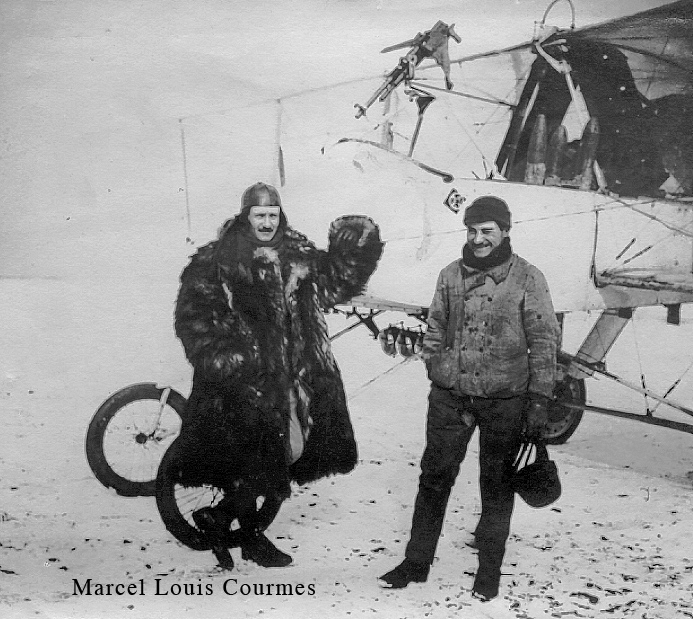
Marcel Courmes, officier français et pilote, 2e groupe de bombardement, Voisin III équipé pour un bombardement de nuit. août 1915.

C'est en France qu'est créé le premier groupe de bombardement au monde, le 23 novembre 1914. Les Voisins III étaient les seuls avions disponibles pour cette mission. Ceux-ci ne pouvaient emporter que des chargements très légers (entre 55-160 kg de bombes), les bombes étaient rudimentaires et les systèmes de visée restaient à développer. Néanmoins, les débuts des bombardements tactiques et stratégiques eurent lieu dès les premiers jours de la guerre. Ainsi, le Royal Naval Air Service (RNAS) mena des missions de bombardement des hangars des aéroports de Düsseldorf, Cologne et Friedrichhafen durant l'automne 1914. La formation du Brieftauben Abteilung Ostende (« Détachement des pigeons voyageurs d'Ostende », nom de code des premières unités de bombardement allemandes) réalisa des missions de bombardement au-dessus de la Manche en décembre 1914.

## Aube du combat aérien
Comme Dickson l'avait prédit, au début du conflit, les combats aériens furent extrêmement rares : il existe de nombreux exemples de rencontres entre des appareils de reconnaissance rivaux dont les équipages échangèrent uniquement des sourires et des signes. Cette candeur initiale disparut rapidement et les pilotes commencèrent à s'échanger des briques, des grenades et d'autres objets dont des cordes destinées à s'emmêler dans les hélices. Le premier appareil détruit au combat est un Avro 504 de reconnaissance britannique le 22 août 1914 abattu à coups de fusil en Belgique. Le premier avion abattu par un autre fut un appareil austro-hongrois abordé le 8 septembre 1914 par le pilote russe Piotr Nesterov lors de la bataille de Lemberg sur le Front de l'Est (les deux appareils s'écrasèrent et il n'y eut aucun survivant). Finalement les pilotes commencèrent à utiliser des armes à feu. Le 5 octobre 1914, le mécanicien Louis Quenault abattit un avion allemand avec une mitrailleuse Hotchkiss Mle 1914 fixée à l'arrière de l'avion que pilotait Joseph Frantz. Il s'agit de la première victoire aérienne de l'histoire à être officiellement homologuée. L'ère du combat aérien commença réellement lorsque de plus en plus d'appareils furent équipés de mitrailleuses.

### Problèmes posés par l'installation de mitrailleuses

#### Solution de l'hélice propulsive
Dès 1912, les concepteurs de la firme britannique Vickers expérimentèrent des appareils équipés de mitrailleuses. Le premier résultat concret fut le Vickers EFB.1, qui fut présenté à un show aérien en 1913 et amélioré sous la forme du Vickers F.B.5 en février 1915. Ces pionniers de l'avion de chasse comme le Royal Aircraft Factory F.E.2 et le Airco DH.1 possédaient une configuration propulsive. Cette disposition où le moteur et l'hélice se trouvent derrière le pilote offrait une position optimale pour la ou les mitrailleuses qui pouvaient tirer directement vers l'avant sans être gênées par l'hélice. Cependant, cette configuration offrait moins de puissance qu'une disposition « classique » car les éléments nécessaires à maintenir la queue, plus difficiles à positionner du fait de l'hélice, augmentaient la traînée. Cela n'empêcha pas le FE.2d, une version plus puissante du FE.2b d'être un adversaire redoutable bien qu'à partir de 1917 les appareils de ce type étaient trop lents pour rattraper l'adversaire.

#### Synchronisation de la mitrailleuse

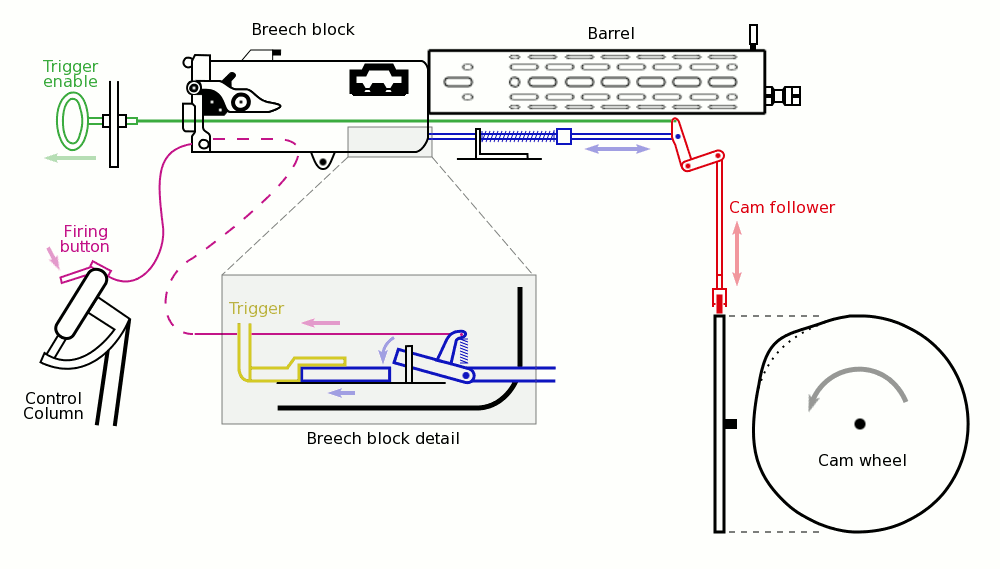
Diagramme du système de synchronisation Fokker. Tirer la poignée verte abaisse la bielle rouge sur la roue à came associée à l'axe de l'hélice. Lorsque la came soulève la bielle, la tige bleue est abaissée contre la gâchette. Ainsi lorsque le bouton de tir violet est pressé, la tige bleue pousse la gâchette permettant à la mitrailleuse de tirer.

Sur un appareil dont l'hélice est située à l'arrière, la mitrailleuse à l'avant offre une capacité offensive tandis que sur un appareil biplace de conception classique, la mitrailleuse arrière donne une capacité défensive à l'avion. Il y avait donc une forte demande pour un dispositif permettant de placer la mitrailleuse et l'hélice à l'avant, en particulier pour les appareils monoplaces qui réalisèrent la majorité des combats aériens de la guerre. Il semblait naturel de placer la mitrailleuse entre l'hélice et le poste de pilotage pour que le pilote puisse viser et la relancer au cours d'un combat aérien. Cependant, cette configuration présentait un problème évident, une partie des balles touchaient l'hélice et la détruisaient rapidement.
Les premiers essais de tir interrompu furent menés avant-guerre par de nombreux pays. Franz Schneider (en), l'ancien concepteur de chez Nieuport rejoignit la Luftverkehrsgesellschaft et breveta un système de synchronisation le 15 juillet 1913. Un système similaire fut développé par le russe Poplavko et les frères Edwards conçurent le premier dispositif britannique. Tous ces dispositifs ne réussirent pas à attirer l'attention des officiers supérieurs du fait d'une certaine inertie et des résultats terrifiants des échecs qui incluaient des balles ricochant vers le pilote et la destruction de l'hélice.
La mitrailleuse Lewis Mark I utilisée sur la plupart des premiers appareils alliés, se révéla impossible à synchroniser du fait de son cycle de tir en culasse ouverte. Dans cette configuration, lorsque l'on voulait tirer, la culasse devait avancer, charger la balle suivante et se verrouiller avant de pouvoir tirer. Il était donc impossible de prédire le moment exact où la balle partirait, ce qui était gênant lorsque l'on souhaite tirer entre les pales d'une hélice.
La mitrailleuse Maxim utilisée par les Alliés (mitrailleuse lourde Vickers) et par les Allemands (Maschinengewehr 08) utilisait un dispositif à culasse fermée où la balle est déjà chargée et la culasse verrouillée, le tir est donc la phase suivante du cycle. Il était donc possible de déterminer avec précision, le moment où la balle traverserait l'hélice.
La mitrailleuse standard de l'armée française, la Hotchkiss Mle 1914, se révéla difficile à synchroniser du fait de ses chargeurs rigides. La société Morane-Saulnier développa des hélices équipées de « déflecteurs » métalliques à l'endroit où elles pourraient être touchées par les balles. Roland Garros expérimenta ce système sur un Morane-Saulnier Type L en avril 1915. Il réussit à abattre plusieurs appareils allemands mais cela se révéla être une solution inadéquate et dangereuse. Garros fut finalement forcé par une panne mécanique (peut-être causée par les sollicitations répétées sur l'arbre moteur provoquées par les impacts de balles sur les déflecteurs) de se poser derrière les lignes ennemies, où il fut capturé par les Allemands.
Le haut-commandement allemand transféra le Morane de Garros à la société Fokker, qui produisait déjà des monoplans pour l'armée allemande, avec ordre de copier sa conception. Le système de déflecteurs était complètement inapplicable aux munitions allemandes chemisées d'acier, les ingénieurs furent donc contraints de revenir à l'idée de synchronisation qui déboucha sur la série des Fokker Eindecker. Bien que primitifs, ces appareils offrirent à l'Allemagne une nette supériorité aérienne connue sous le nom de « Fléau Fokker » par les Alliés. L'effet psychologique fut dévastateur car jusqu'à présent la domination alliée était relativement incontestée et la vulnérabilité des anciens appareils de reconnaissance comme le B.E.2 se révéla totale.

#### Autres méthodes
Une autre solution était de faire tirer la mitrailleuse au-dessus de l'hélice. La mitrailleuse était par exemple fixée sur l'aile supérieure des biplans et nécessitait une fixation complexe tout en augmentant la trainée. Atteindre l'arme pour changer les chargeurs ou la relancer si elle s'était enrayée était souvent difficile même si la mitrailleuse pouvait être montée à proximité du pilote. Finalement, l'excellent montage Foster (Foster mounting (en)) se généralisa sur les appareils britanniques utilisant la mitrailleuse Lewis dans cette configuration. Cette disposition permettait de ramener le canon vers l'arrière pour changer le chargeur et également de tirer vers le haut pour attaquer l'ennemi dans son angle mort sous la queue. Cependant, cette configuration n'était possible que sur des biplans possédant une aile supérieure assez solide pour résister aux contraintes du montage. De plus, cette configuration moins rigide que les autres provoquait un éparpillement des balles.
Les premières versions du Bristol Scout à connaître le combat aérien en 1915 possédaient une mitrailleuse Lewis tirant au-dessus de l'hélice et parfois (d'une manière imprudente) tirant à travers l'hélice sans dispositif de synchronisation. Le capitaine Lanoe Hawker du Royal Flying Corps disposa sa mitrailleuse sur le côté gauche de son appareil de manière à pouvoir tirer selon un angle latéral de 30°. Il réussit ainsi à abattre trois appareils biplaces d'observation le 25 juillet 1915 et obtint la première Croix de Victoria décernée à un aviateur.

## 1915: le fléau Fokker

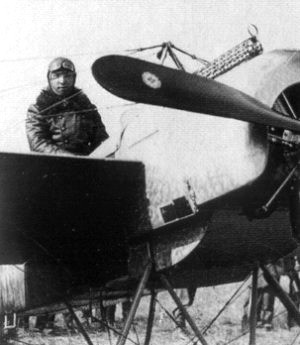
Max Immelmann du Feldflieger Abteilung 62 dans le cockpit de son Fokker E.III.

Les premiers appareils destinés à l'aviation de chasse étaient le Vickers F.B.5 britannique et les Morane-Saulnier L et N français. Initialement, les Allemands étaient à la traine mais cela allait radicalement changer.
En mars 1915, l'Allemagne met en place un état-major autonome, ce qui améliore grandement la situation. Le premier chef de l'aviation de terre est le major Hermann Thomsen (1916). En juillet 1915, le Fokker E.III devint opérationnel. C'était le premier appareil possédant une mitrailleuse synchronisée qui permettait de tirer à travers l'hélice. Cela constituait un atout redoutable face aux appareils plus anciens. Cet avion et ses successeurs connus sous le nom d'Eindecker (mot allemand pour monoplan) permirent à l'Allemagne de rattraper le retard accumulé.
Le tout premier engagement eut lieu le 1er juillet 1915, juste à l'est de Lunéville lorsque le lieutenant Kurt Wintgens, un des pilotes choisi pour tester une série de cinq prototypes, força un Morane-Saulnier Type L biplace d'observation à se poser derrière les lignes alliées. Près de 200 impacts de balles furent recensés sur le moteur rotatif de l'appareil français.
À la fin de 1915, les Allemands avaient acquis la supériorité aérienne, rendant les vols de reconnaissances alliés beaucoup plus dangereux. La vulnérabilité des appareils de reconnaissance alliés devint criante. Les premiers as de l'aviation allemande, notamment Max Immelmann, avaient commencé leurs carrières.
Il convient cependant de relativiser la supériorité allemande. Le déploiement des Eindeckers fut relativement lent et il faudra attendre 1916 pour que les Allemands mettent en place des escadrons spécialisés dans la chasse soit bien après les Britanniques. Les Eindeckers n'étaient, malgré leur armement avancé, pas des appareils révolutionnaires car basés sur des appareils français d'avant-guerre.
Néanmoins, l'impact moral issu du fait que les Allemands prenaient l'avantage dans la guerre aérienne provoqua un scandale majeur dans la presse britannique. La domination des Eindeckers contribua également à l'effet de surprise lors de la bataille de Verdun car les avions de reconnaissance français ne purent fournir la couverture habituelle des positions allemandes.
Heureusement pour les alliés, deux nouveaux types de chasseurs britanniques étaient déjà en production pour égaler le Fokker : le F.E.2b et le DH.2. Les deux modèles avaient l'hélice à l'arrière et pouvaient tirer vers l'avant sans système de synchronisation. Le F.E.2b fut déployé en septembre 1915 et le DH.2 en février 1916. Sur le front, le minuscule Nieuport 11 français se révéla un adversaire coriace lorsqu'il entra en service en janvier 1916. Avec ces nouveaux appareils, les Alliés récupérèrent la supériorité aérienne à temps pour la bataille de la Somme et le fléau Fokker disparut.
Le Fokker E-III, l'Airco DH-2, et le Nieuport 11 furent les premiers d'une longue série d'avions de chasse monoplace utilisés par les deux camps durant la guerre. Très rapidement, il devint clair que le rôle principal des chasseurs serait d'attaquer les biplaces de reconnaissance et de guidage d'artillerie tout en escortant les biplaces alliés. Ils furent également utilisés pour la destruction des ballons d'observation, le mitraillage des cibles au sol et la protection contre les bombardiers.

## 1916: la bataille de la Somme
Le fléau Fokker avait démontré la nécessité de développer une grande force aérienne. À court terme, la création de nouveaux escadrons était plus facile que la construction d'avions pour les équiper ou la formation de pilotes. Face à la supériorité allemande dans les premiers jours de la bataille de Verdun, le haut-commandement français se décide à investir dans l'aviation de chasse et à publier le nom des meilleurs pilotes, contribuant ainsi à faire émerger des figures quasi-mythiques, les 'as' de l'aviation, dont Guynemer est le plus pur symbole. Au commencement de la bataille de la Somme en juillet 1916, la plupart des escadrons du Royal Flying Corps (RFC) étaient encore équipés de BE.2c qui s'étaient révélés des cibles faciles pour les Eindeckers allemands. Les nouveaux modèles comme le Sopwith 1½ Strutter étaient encore trop peu nombreux et les nouveaux pilotes furent envoyés au front avec seulement quelques heures de vol.
Néanmoins, la supériorité aérienne et un esprit « offensif » facilitèrent grandement l'implication du RFC dans la bataille, dans ce qui s'appelait alors le « mitraillage de tranchée », plus connu aujourd'hui sous le nom d'appui aérien rapproché. Jusqu'à la fin de la guerre, cela devint une simple routine. Les troupes au sol étaient constamment sous la menace des avions sans réelle possibilité de se défendre car les tirs de riposte depuis le sol étaient peu efficace du fait d'un équipement non adapté au tir anti-aérien.
La supériorité aérienne alliée fut maintenue durant la bataille et inquiéta le haut-commandement allemand. La réorganisation complète de la Luftstreitkräfte qui eut lieu mena à la création de bombardiers stratégiques qui bombardèrent le Royaume-Uni en 1917 et 1918 et à celle des escadrons d'attaque au sol (Schlachtstaffeln) qui se distinguèrent à la bataille de Cambrai et durant la seconde bataille de la Marne en 1918. Cette réorganisation permit surtout la création des unités de chasse spécialisées ou Jagdstaffeln. À la fin de l'année 1916, ces unités équipées du tout nouveau Albatros D.III rétablirent la supériorité aérienne allemande bien qu'elles aient été formée une année après leurs équivalents britanniques et français.

## 1917: le sanglant mois d'avril
La première moitié de 1917 fut marquée par une domination allemande et par la supériorité des jagdstaffeln qui infligeaient de lourdes pertes aux alliés. Tandis que les nouveaux appareils alliés comme le Sopwith Pup, le Sopwith Triplan et le SPAD S.VII entraient lentement en ligne, les Jasta allemands étaient équipés du nouveau Albatros D.III qui en dépit de fragilités structurelles était le « meilleur chasseur du Front de l'Ouest ».
Cette domination atteint son paroxysme en avril, connu sous le nom d'« avril sanglant » lorsque le RFC subit des pertes trois fois supérieures à celles des Allemands. Cela peut en partie s'expliquer par la volonté de Hugh Trenchard de maintenir des missions de « patrouilles offensives » au-delà des lignes allemandes.
À partir de l'été 1917, les Sopwith Camel et les S.E.5a britanniques et le SPAD S.XIII français devinrent disponibles en grand nombre. Les escadrons de biplaces reçurent les R.E.8 et les F.K.8 en remplacement du trop vulnérable BE.2. Du côté allemand en revanche, l'Albatros D.V fut une déception tout comme le Pfalz D.III. L'exotique Fokker Dr.I était affligé de problèmes structuraux comme l'Albatros. À la fin de la guerre, la domination aérienne repassa du côté allié.

## 1918: fin de la guerre
La dernière année de la guerre (1918) vit l'augmentation des pénuries au sein des Empires centraux. Les appareils alliés capturés étaient désossés pour récupérer chaque élément, jusqu'au point de siphonner l'huile des moteurs détruits pour permettre aux appareils allemands de continuer de voler.
Manfred von Richthofen, le fameux Baron Rouge crédité de 80 victoires fut abattu en avril, probablement par un canon anti-aérien australien (bien que le pilote britannique Arthur Roy Brown fut officiellement crédité), et le leadership du Jagdgeschwader 1 passa finalement à Hermann Goering.
L'Allemagne introduisit le Fokker D.VII, à la fois adoré et détesté mais suffisamment redoutable pour que les Alliés exigent dans le traité de Versailles la remise de tous les appareils existants.
Cette année vit également l'implication de plus en plus forte des États-Unis. Au départ, les Américains furent équipés d'avions de second rang voire obsolètes comme le Nieuport 28 puis ils reçurent des appareils plus modernes dont le SPAD S.XIII, l'un des meilleurs chasseur français.

## Conséquence
À la fin de la guerre, l'impact des missions aériennes sur la guerre au sol fut rétrospectivement principalement tactique, le bombardement stratégique restait en effet très rudimentaire. Cela était dû principalement au manque d'expérience et de recul sur une technologie qui n'avait pas 20 ans. Les progrès de l'artillerie qui fut l'arme reine de cette guerre étaient liés au développement de l'aviation qui lui permettait de repérer les cibles et de rectifier les tirs. À partir de 1917, le mauvais temps susceptible d'empêcher les vols de reconnaissance rendait les artilleurs aveugles.
Certains comme le brigadier général Billy Mitchell ou Giulio Douhet devinrent des défenseurs acharnés de l'arme aérienne. Mitchell déclara par exemple :

« L'époque où les armées sur terre ou les marines sur mer pouvaient décider du destin d'une nation en guerre est révolue. La principale force de défense et la puissance de porter la guerre chez l'ennemi est passée dans les airs. »

— Brigadier général Billy Mitchell, novembre 1918,
L'ampleur prise par l'aviation et sa médiatisation pendant le conflit permit d'ancrer durablement dans les mémoires un imaginaire positif de l'arme aérienne et des chevaliers du ciel, qui contribua à développer les armées de l'air occidentales entre-deux-guerres.

## Armement antiaérien

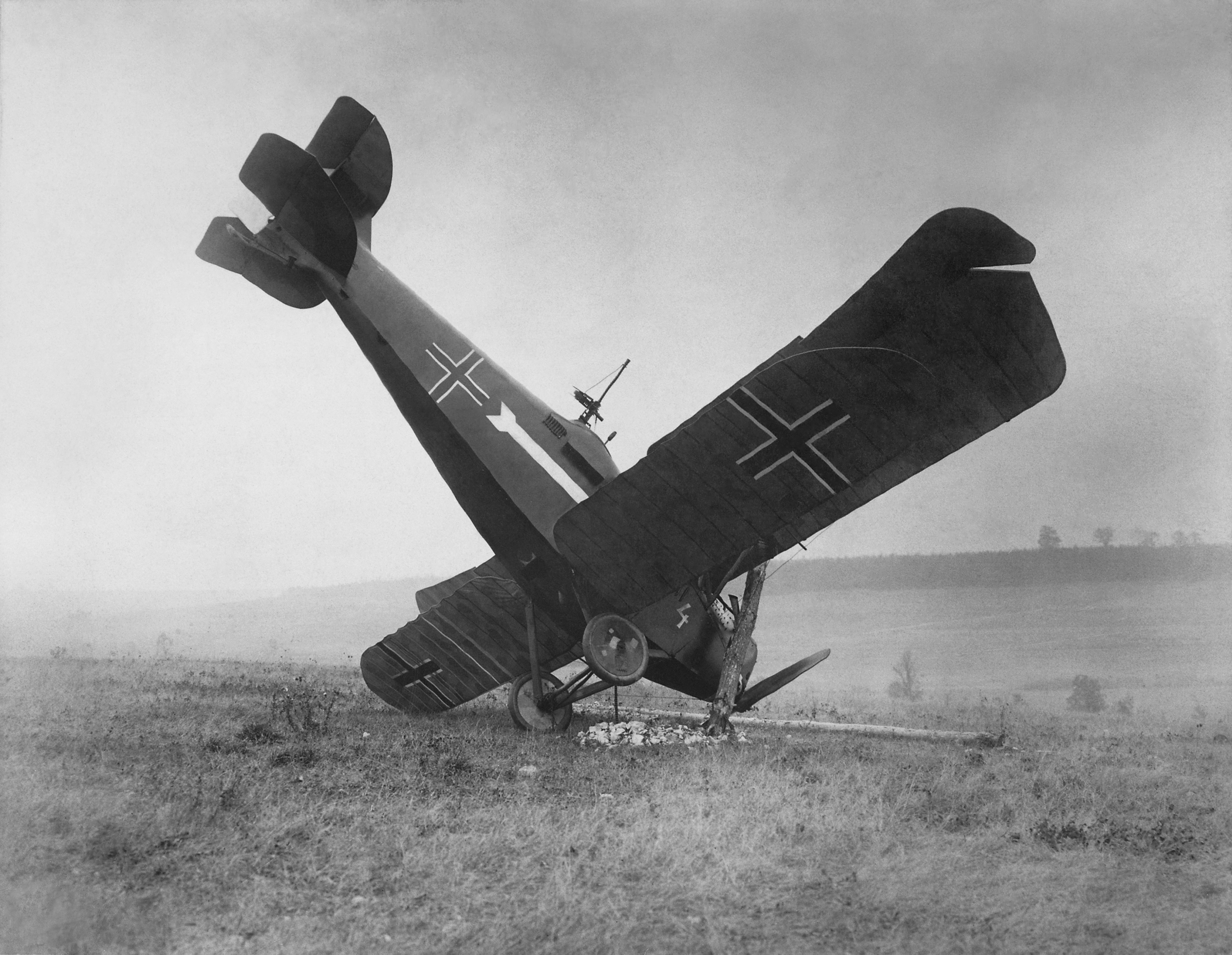
Un Hannover CL.III allemand abattu le 4 octobre 1918 par une mitrailleuse américaine en Argonne.

Au début de la guerre, les avions de reconnaissance n'étaient pas armés puis pour aveugler l'adversaire, des unités de chasse furent constituées. Les combats aériens commencèrent à apparaitre au-dessus des lignes de front. Pour ce combat, la recherche d'un armement supérieur devint la priorité. Aux côtés des mitrailleuses, les aviateurs utilisèrent des roquettes air-air comme les fusées Le Prieur contre les dirigeables. Les canons sans recul et les canons automatiques furent testés mais ils poussaient les appareils aux limites de leurs possibilités pour des résultats décevants. Malgré cela un avion Autrichien de type Rumpler C.I fût abattu le 30 septembre 1915 par un artilleur serbe du nom de Radoje Ljutovac (en), il fut le premier homme a abattre un avion du sol avec une pièce d'artillerie basée sur une montagne près de kragujevac en Serbie centrale. Une autre innovation fut le bombardement air-air si un chasseur réussissait à voler au-dessus d'un Zeppelin. Les fléchettes Ranken étaient conçues pour cette opportunité.
Ce besoin d'amélioration ne se limita pas au combat aérien. Au sol, des méthodes développées avant-guerre furent utilisées pour dissuader les avions ennemis d'approcher. Les obus d'artillerie explosaient en l'air et formaient des nuages de débris appelés Archie par les Britanniques.
Les dirigeables et les ballons d'observations étaient des cibles de choix pour les chasseurs équipés de munitions incendiaires. Le gonflage à l'hydrogène des Zeppelins les rendaient en effet extrêmement inflammables.

## Bombardement et reconnaissance

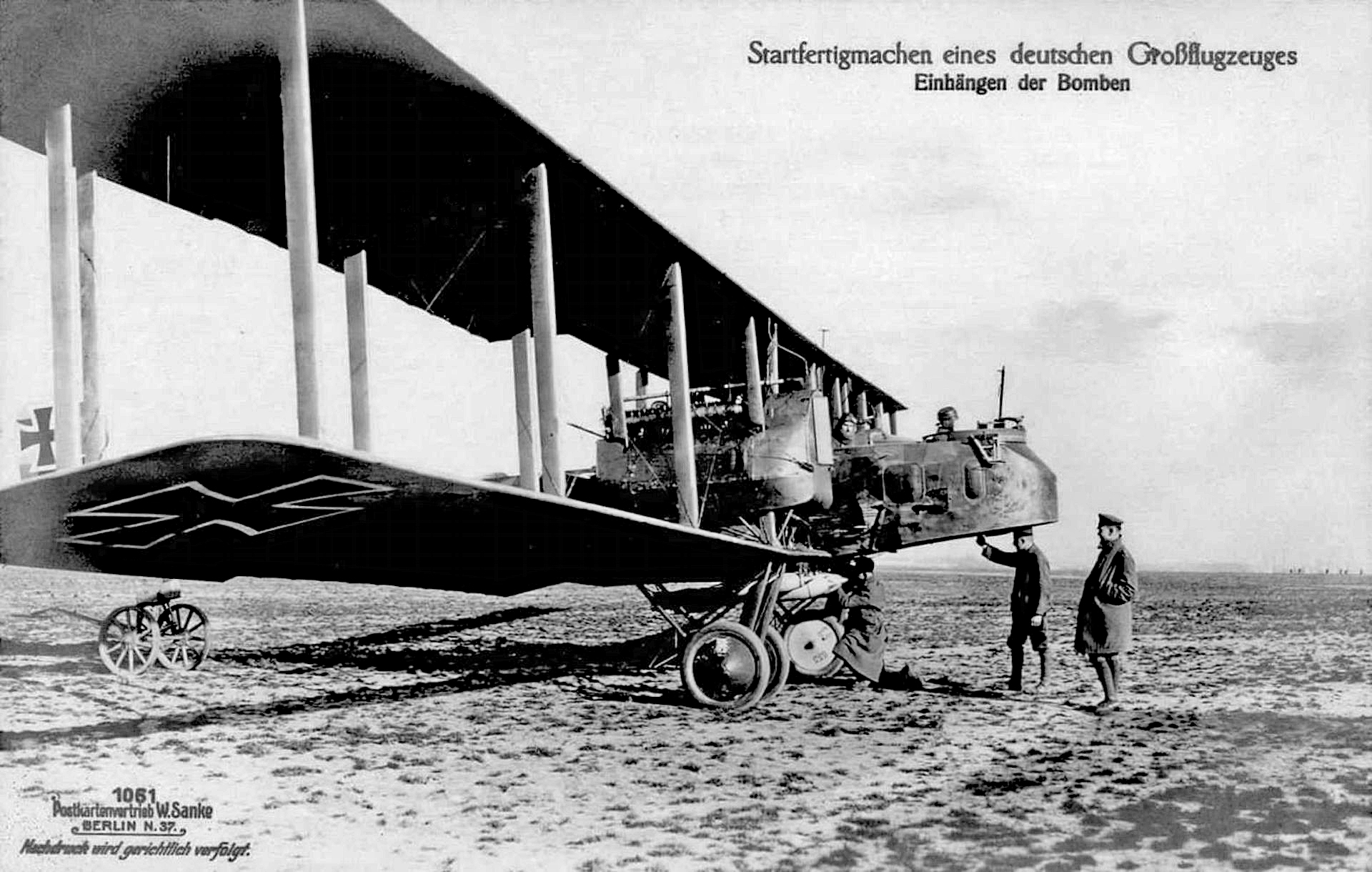
Bombardier allemand Gotha G.V, en 1917.

Comme l'impasse au sol se poursuivait, les deux camps étant incapables d'avancer de quelques centaines de mètres sans perdre des milliers d'hommes, les avions devinrent d'une importance capitale pour rassembler des informations sur les réseaux de tranchées et les positions d'artillerie. Ils furent également utilisés pour bombarder les dépôts de ravitaillement derrière les lignes adverses. Cependant, la grande taille et la lenteur de ces bombardiers en faisait des proies faciles pour les chasseurs. Ainsi, les deux camps utilisèrent leurs chasseurs pour détruire les bombardiers adverses et pour escorter les leurs.
Les bombardiers étaient certes lents et vulnérables, ils n'étaient pas pour autant sans défense. Les biplaces avaient l'avantage de disposer de mitrailleuses à l'avant et à l'arrière. Typiquement, le pilote contrôlait des canons fixes derrière l'hélice, similaires à ceux présents sur les chasseurs, tandis que l'observateur utilisait une mitrailleuse pouvant balayer tout l'arrière de l'appareil. Une tactique utilisée par les chasseurs pour éviter ce danger était d'attaquer dans l'angle mort sous la queue. Cependant, le bombardier pouvait contrer cette attaque en plongeant à grande vitesse, aidé par sa masse. Poursuivre un bombardier dans un plongeon était périlleux car le chasseur se trouvait directement exposé à l'artilleur arrière. Plusieurs As de la guerre furent abattus par de modestes biplaces comme Raoul Gervais Lufbery ou Robert Little.

## Bombardement stratégique

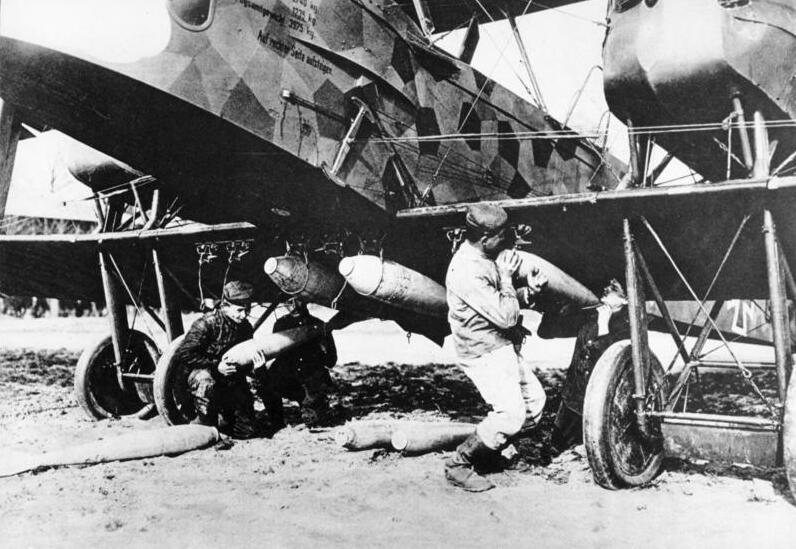
Installation des bombes sous un bombardier Gotha.

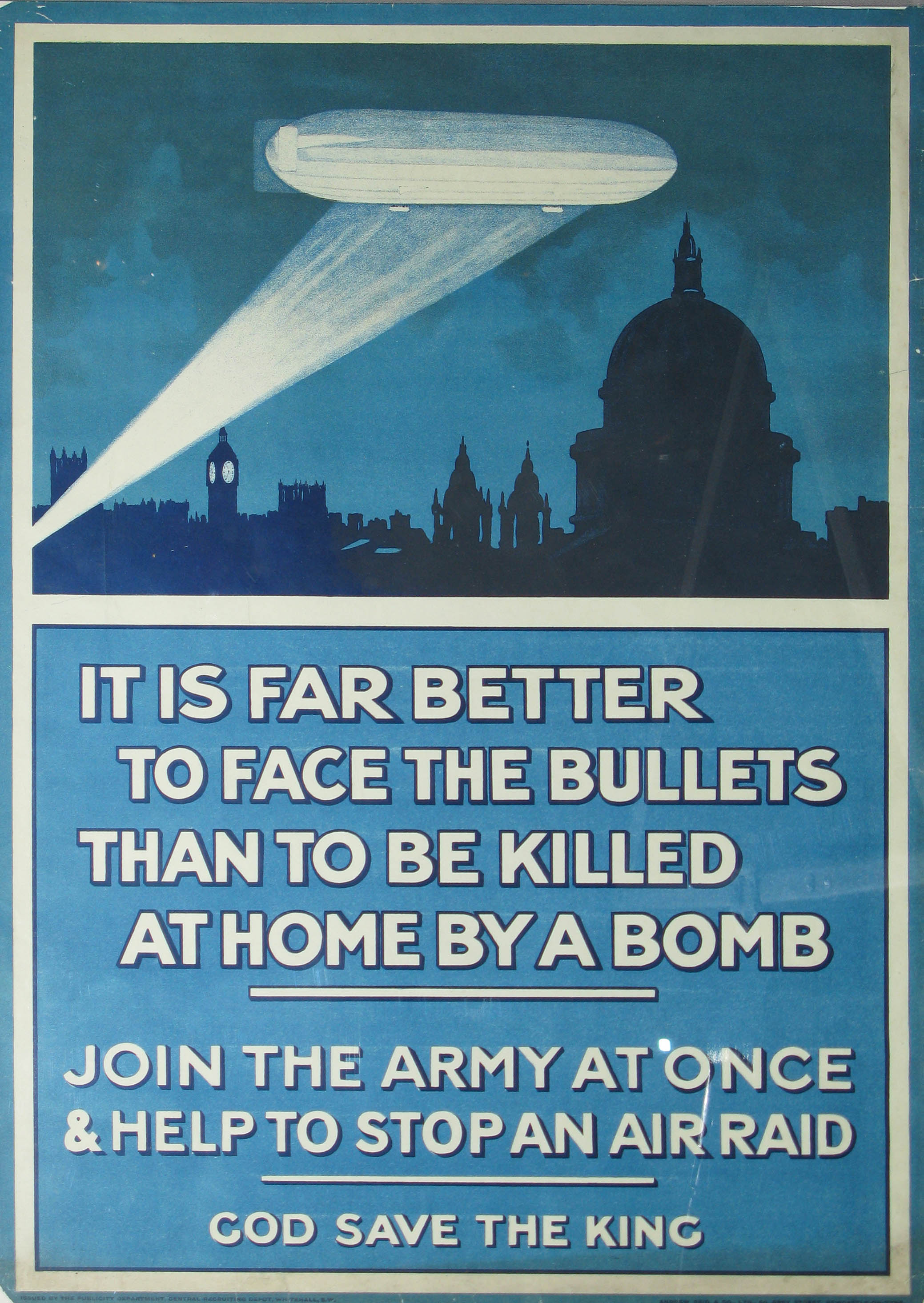
Il est beaucoup mieux de faire face aux balles que d'être tué chez soi par une bombe, affiche de recrutement britannique jouant sur la peur des bombardements aériens.

Le premier raid de bombardement aérien visant des civils eut lieu le 19 janvier 1915, lorsque deux Zeppelins allemands larguèrent 24 bombes de 50 kg sur les villes de la côte du Norfolk. Ce raid provoqua la mort de seulement quatre personnes mais la réaction du public et des médias fut violente.
Il y eut 19 autres raids en 1915, dans lesquelles 37 tonnes de bombes furent larguées, tuant 181 personnes. Londres fut bombardée par erreur en mai 1916 et en juillet, le Kaiser autorisa les bombardements sur les centres urbains. 23 raids de dirigeables furent menés en 1916, larguant 125 tonnes de bombes et tuant 293 personnes. Progressivement, la défense britannique s'améliora et seulement 11 raids eurent lieu en 1917 et 1918. Au total, 5 806 bombes furent larguées tuant 557 personnes.
Les Zeppelins furent épaulés par les bombardiers Gotha G à partir de 1917 qui furent les premiers avions utilisés pour le bombardement stratégique. Ces raids n'eurent pas une grande influence sur la production de guerre britannique mais en bloquant des escadrons de chasse en Grande-Bretagne, ils les empêchaient de participer à la guerre aérienne au-dessus du front. Les estimations effectuées sur le nombre de morts par rapport au nombre de bombes larguées eurent une grande influence sur la population et le gouvernement britannique qui estimèrent que « le bombardier passera toujours au travers ».

## Ballons d'observation

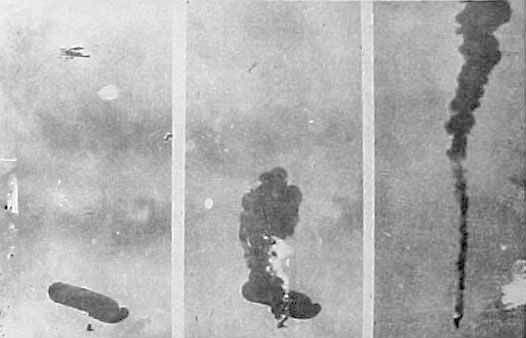
Un ballon d'observation allemand abattu par un appareil allié.

Les ballons d'observations furent utilisés au-dessus des tranchées pour rapporter les mouvements de troupes ennemies et diriger les tirs d'artillerie. Les ballons possédaient généralement un équipage de deux personnes équipées de parachutes : Lors d'une attaque aérienne sur le ballon hautement inflammable, l'équipage pourrait sauter en sécurité. Reconnus pour leur haute importance tactique, les ballons d'observation furent souvent la cible des appareils adverses. Ils étaient donc lourdement protégés par l'artillerie antiaérienne et par les chasseurs amis. Les dirigeables et les blimps aidèrent à maintenir le statu quo de la guerre de tranchée et contribuèrent au combat pour la supériorité aérienne en raison de leur valeur militaire.
Pour encourager les pilotes à détruire les ballons ennemis, les deux camps comptaient les ballons détruits comme une victoire aérienne de la même manière que pour la destruction d'un avion adverse. Certains pilotes, surnommés « destructeurs de ballons », se distinguèrent pour leur prouesse à détruire les ballons ennemis. Le plus connu est sans doute l'As belge Willy Coppens dont 35 de ses 37 victoires aériennes furent des ballons.

## Évacuation sanitaire

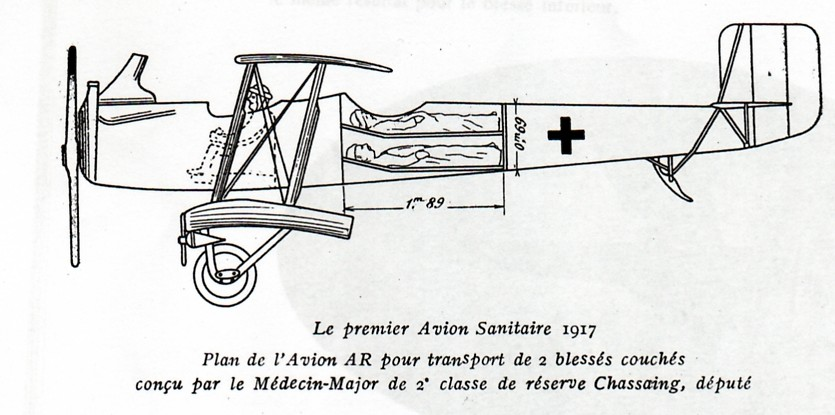
Version sanitaire du Dorand AR selon Eugène Chassaing.

L'aviation a commencé de servir à transporter des blessés du front en 1915 en quelques rares occasions. En 1917, le docteur et député Eugène Chassaing proposa la création du premier avion spécialisé dans l'évacuation sanitaire . La première expérience eut lieu le 22 septembre 1917 à Villacoublay avec un Dorand AR et la présentation officielle quelques jours plus tard. Le mois suivant, d’autres démonstrations furent effectuées près du Moulin de Laffaux dans la région de Soissons occupée par la 6e armée française.

## Production aéronautique durant la guerre
Comme précisé ci-dessus, au début de la guerre, la France est la seule nation à posséder les capacités industrielles pour construire du matériel aéronautique en nombre et de qualité. Elle fournit ainsi les pays alliés dès le début des hostilités (Royaume-Uni, Italie, Russie, Belgique et plus tard États-Unis). Il faudra attendre 1915 pour que l'Angleterre puisse subvenir d'elle-même à ses besoins à travers les Royal Flying Corps et Royal Naval Air Service. Il en sera de même pour l'Italie,.
Pour l'Allemagne, après avoir sous-estimé le potentiel militaire de l'aviation hors reconnaissance, elle adopte seulement en 1915 des unités armées. Des recherches sur le sujet, et notamment l'intégration des mitrailleuses, avaient été effectuées par Euler ou Franz Schneider à partir de 1914.

### France
La France est la première puissance aéronautique à l'époque. D'août à fin décembre 1914, 541 machines sont construites. En 1915, la production s'élève à 4 489 avions et elle atteint 7 549 en 1916, 14 915 en 1917 et 24 652 pour toute l'année 1918. Sur ces 4 années 92 594 moteurs sont construits. La production française, sans compter donc la production alliée, étaient supérieures et de loin, à la production allemande.
Pour aller de pair avec cette augmentation de la production, le nombre d'employés a fortement évolué durant le conflit. Ainsi, les usines françaises emploient 12 650 ouvriers au 1er janvier 1915, 30 690 au 1er janvier 1916, 68 920 au 1er janvier 1917, 131 551 au 1er janvier 1918 et 186 003 au 2 novembre 1918, soit peu avant la signature de l'armistice.

### Royaume-Uni
Avant la guerre, l'industrie aéronautique est quasi inexistante mais se développera très vite durant le conflit. À la fin de la guerre, 34 firmes (Avro, Airco, Sopwith, Vickers, etc.) produisent divers types d'avions. Ainsi, par exemple, 8 340 Avro 504 ou encore 1 583 Bristol Fighter sont commandés.

### Italie
Au début de la guerre, devant sa production très limitée, l'Italie commande à la France divers avions (des Voisin, des Nieuport et des Farman). Dès 1915, la firme italienne Macchi est à même de compléter les livraisons françaises. D'autres firmes sont créées. Elles ont construit plusieurs types d'avions sous licence française (Blériot XI, Farman F.11, Caudron G.3 et G.4 et Nieuport 10, 11 et 17). À la fin de la guerre, 7 firmes aéronautiques sont présentes en Italie : Ansaldo, Caproni, Macchi, Fabbrica Aeroplani Ing. O. Pomilio, Societa Aeronautica Meccanica Lombarda, Savoia et Fiat-S.I.A..
221 chasseurs, 55 bombardiers et 276 avions de reconnaissance sont en service dans le Corpo Aeronautico Militare sur le front italien au 10 juin 1918.

### Allemagne
Ce n'est qu'en 1915 que l'Allemagne adopte des avions de combat. Avant cela, l'aviation ne semblait utile que pour la reconnaissance. Elle possède par contre de nombreux dirigeables. Cependant, dès 1915, ils devinrent des proies faciles pour les pilotes de chasse alliés. Ainsi, si l'armée en commande 14 en 1915, dès 1916, elle n'en commande que 9. La Marine, par contre, en commande 14 en 1915 et continue d'en demander pendant tout le conflit (14 en 1916, 22 en 1917 et 6 en 1918).
Pour l'aviation, devant l'avance française, l'Allemagne dû fournir de grands efforts. Seulement 218 exemplaires d'avions sont disponibles sur le front en 1914 (sur 606 avions construits avant cette date) tandis qu'à la fin de la guerre, 5 900 unités sont disponibles. Sur les 4 ans, 25 057 avions de reconnaissance sont construits ainsi que 12 207 biplans de chasse.
En 1914, 12 usines sont présentes sur le territoire allemand contre 33 en 1918 qui emploient 60 000 ouvriers.

### Belgique
Avant la guerre, la Belgique ne possède qu'une usine de production aéronautique à Anvers, de la société JERO. Elle construit des Farman F.20, soit des avions français. Lors de l'invasion allemande, l'usine déménage en France (Beaumarais) mais ferme vite ses portes, le service technique de l'aviation belge estime que le matériel volant peut être entretenu par leurs soins. Si le matériel est français en 1914, à partir de 1916, l'aviation militaire belge convertit des avions britanniques (BE.2C et RE.8).

### Russie
L'Empire russe ne communiqua que très peu sur ses exploits aériens. Les avions utilisés sont pour la plupart français (Caudron, Farman, Nieuport). L'ingénieur Igor Sikorsky crée cependant le premier quadrimoteur de l'histoire, à savoir l'Illija Mourometz. Un pilote de l'Armée de l'air impériale russe effectue le premier abordage volontaire en septembre 1914.

### Autriche-Hongrie
Il faut attendre 1912 pour que l'empire austro-hongrois, devant les progrès français ne s'intéresse à l'aviation. Si l'Autriche-Hongrie ne possède que 36 avions, un dirigeable et 10 ballons d'observation à l'entrée dans le conflit en 1914, dès 1915, elle entreprend de construire des usines et peut ainsi faire face à l'Italie en 1916. Elle peut en effet profiter de l'impossibilité des avions italiens de franchir les Alpes pour se renforcer et se doter d'avions plus performants qui eux, peuvent franchir les montagnes. L'usine principale, Hansa-Brandebourg, racheté par aux allemands par le millionnaire Camillo Castiglione, construit de nombreux avions sous licence allemande (Albatross D.II, Aviatik C.1, D.1 et le Gotha G.IV). Ernst Heinkel, qui jouera un rôle important durant la Seconde Guerre mondiale, en est l'ingénieur en chef.
L'Autriche-Hongrie a produit 5 431 avions et 4 346 moteurs durant le conflit.

## Désignation des appareils
Avec l'arrivée des avions dans le conflit et la grande diversité de modèles, les états-majors français et allemands mettent en place une désignation particulière pour chaque modèle, à la fois pour désigner le constructeur, la mission ou l'armement,.

### France
Les services administratifs de l'aviation française mettent en place à partir de 1915 une classification pour leurs avions. L'aéronef est désigné par son constructeur à travers un nom réduit (2 à 3 lettres) suivi de son type (différente configuration de la cellule ou parfois du moteur). Ensuite, un suffixe présentant la mission est assigné (1 à 2 lettres) et pour finir une indication numérique pour spécifier le nombre de places disponibles à bord de l'avion.
Par exemple, "Voi x Bn.2" signifie "Voisin type x (10e) de Bombardement nocturne, 2 hommes à bord" selon les différents tableaux présentés ci-dessous.

#### Liste des constructeurs
| Constructeur                   | Désignation |
| ------------------------------ | ----------- |
| Blériot                        | BL          |
| Breguet                        | Br          |
| Breguet-Michelin               | BrM         |
| Caudron                        | Cau         |
| Caproni                        | CAP         |
| Donnet-Denhaut                 | DD          |
| Dorand                         | ARL         |
| Farman                         | F           |
| Franco-British Aviation        | FBA         |
| Hanriot                        | HD          |
| Letord                         | Let         |
| Morane-Saulnier                | MoS         |
| Nieuport                       | Nie         |
| Salmson                        | Sal         |
| Schmitt                        | Sch         |
| Société d'Études Aéronautiques | SEA         |
| Sopwith                        | Sop         |
| Spad                           | Spa         |
| Voisin                         | Voi         |

#### Désignation de la mission
| Mission                         | Désignation |
| ------------------------------- | ----------- |
| Corps d'Armée                   | A           |
| Bombardement                    | B           |
| Bombardement de nuit            | Bn          |
| Chasse                          | C           |
| Liaison et ravitaillement       | L           |
| École Double-commande           | D           |
| Entraînement                    | E           |
| Hydravion                       | H           |
| Rouleur (avion à ailes rognées) | R           |
| Sanitaire                       | S           |
| Avion canon                     | Ca          |

### Allemagne
Comme pour la France, il faut attendre 1915 pour la Flugzeug-meistere, équivalent allemand du Service Technique français ou anglais, ne classifie les avions. Une désignation abrégée donne l'usine de construction. Il suit une catégorie, désignée par une ou deux lettres, qui donne le type de missions ainsi que les capacités opérationnelles des avions. Il vient enfin un numéro d'ordre pour désigner le modèle de l'avion chez un même constructeur.
Par exemple, "Fok D.VII" désigne, selon les tableaux ci-dessous, un "biplan monomoteur de chasse Fokker (7e modèle construit par Fokker dans cette catégorie). Notons que si l'avion est construit sous licence, la désignation abrégée du dernier constructeur suit l’appellation de l'avion. Ainsi, le Fok D.VIII (Alb.) est le même avion mais construit sous licence dans les usines de Albatross Gesellschaft.

#### Liste des usines de construction
| Usine de construction                          | Désignation |
| ---------------------------------------------- | ----------- |
| Allgemeine Elektrizitäts Geselllschaft         | Aeg         |
| Ago Flugzeugwerke                              | Ago         |
| Albatrosss Gesellschaft                        | Alb         |
| Automobil und Aviatik A.G.                     | Av          |
| Bayerische Rumplerwerke                        | Bayru       |
| Daimler Motoren Geseelschaft                   | Daim        |
| Deutsche Flugzugwerke                          | Dfw         |
| Eulerwerke                                     | Eul         |
| Germania Flugzeugwerke                         | Germ        |
| Gothaer Waggonfabrik A.G.                      | Go          |
| Halberstäder Flugzeugwerke                     | Halb        |
| Hannoversche Waggonfabrik A.G.                 | Han         |
| Hanseatische Flugzeugwerke                     | Hansa       |
| Junker Flugzeugwerke                           | Junk        |
| Kondor Flugzeuwerke                            | Kon         |
| Linke Hoffman Werke A.G.                       | Li          |
| Luftfahrzeuggesellschat                        | RoI         |
| Luft Verkehrs Gesellschaft                     | Lvg         |
| Märkische Flugzeugwerft                        | Mark        |
| Merkür Flugzeugbau                             | Mer         |
| Pfalz Flugzeugwerke                            | Pfal        |
| Waggonfabril Jos. Rathgeber                    | Rat         |
| Albert Rinne Flugzeugwerke                     | Rin         |
| Rumpler Werke                                  | Ru          |
| Sablatnig Flugzeugbau                          | Sab         |
| Siemens-Schuckert Werke                        | Ssw         |
| Schüttle-Lanz Luftschiffbau                    | Schül       |
| Schweriner-Industrie Werke                     | Fok         |
| Staaken Flugzeugwerft et Zeppelin Werke Kindau | Staak       |
| Friedrischafen Flugzeugbau                     | Fdh         |
| Luft Torpedo Geseelschaft                      | Torp        |
| Ottowerke                                      | Ot          |
| Goedescker Flugzeugwerke                       | Goe         |

#### Désignation de la mission et capacités opérationnelles
Le tableau reprend les informations pour l'Armée:
| Désignation | Mission et capacités opérationnelles                                  |
| ----------- | --------------------------------------------------------------------- |
| A           | Monoplans non armés (mis hors service dès 1915)                       |
| B           | Biplans non armés d'observation, puis d'entraînement                  |
| C           | Biplans armés (1 mitrailleuse fixe et 1 mi. mobile) de reconnaissance |
| CL          | Biplans de classe C, mais allégés                                     |
| J           | Biplans d'infanterie blindés (2 mi. mobiles)                          |
| D           | Biplans de chasse (1 ou 2 mi. fixes) monoplaces                       |
| Dr          | Triplans de chasse (2 mi. fixes) monoplaces                           |
| DJ          | Biplans de chasse blindés                                             |
| E           | Monoplans de chasse (1 mi. fixe ou 2 mi. fixes)                       |
| G           | Biplans bimoteurs de bombardement (Grossflugzeug)                     |
| GL          | Biplans bimoteurs de bombardement avec T.S.F.                         |
| N           | Biplans monomoteurs de bombardement de nuit                           |
| L           | Trimoteurs de bombardement                                            |
| R           | Biplans de bombardement multi-moteurs (3 à 6) à long rayon d'action   |
| S           | Avions d'attaque contre objectifs terrestres (en général 1 canon)     |

Le tableau reprend les informations pour la Marine:
| Désignation | Mission et capacités opérationnelles                     |
| ----------- | -------------------------------------------------------- |
| B           | Avions de bombarbement                                   |
| BFT         | Avions de bombardement avec T.S.F. réception             |
| BHFT        | Avions de bombardement avec T.S.F. émission-réception    |
| C           | Biplans de reconnaissance (1 mi.)                        |
| C2MG        | Biplans de reconnaissance (1 mi. fixe et 1 mi. mobile)   |
| CHFT        | Biplans de reconnaissance avec T.S.F. émission-réception |
| E           | Monoplans à flotteurs (1 mi.)                            |
| ED          | Monoplans à flotteurs (1 ou 2 mi. fixes)                 |
| T           | Avions de torpillage                                     |
| G           | Grands avions bimoteurs                                  |
| R           | Avions à long rayon d'action                             |

## As célèbres
| Nom                           | Victoires confirmées | Pays                           | Notes                                                                                           |
| ----------------------------- | -------------------- | ------------------------------ | ----------------------------------------------------------------------------------------------- |
| Manfred von Richthofen †      | 80                   | Allemagne                      | Le Baron Rouge, Pour le Mérite, plus grand As de la guerre.                                     |
| René Fonck                    | 75                   | France                         | Plus grand As allié de l'histoire tout conflits confondus.                                      |
| Billy Bishop                  | 72                   | Canada                         | As des As de l'Empire britannique, Victoria Cross                                               |
| Raymond Collishaw             | 62                   | Canada                         | Plus grand As du Royal Naval Air Service.                                                       |
| Ernst Udet                    | 62                   | Allemagne                      | Second plus grand As allemand.                                                                  |
| Edward Mannock †              | 61                   | Royaume-Uni                    | Plus grand As du Royaume-Uni.                                                                   |
| James McCudden †              | 57                   | Royaume-Uni                    | Victoria Cross, Croix de guerre, Une des plus longues durées de service des As (de 1913 à 1918) |
| Erich Löwenhardt †            | 54                   | Allemagne                      | Pour le Mérite, Troisième plus grand As allemand.                                               |
| Georges Guynemer †            | 53                   | France                         | Premier As français à atteindre 50 victoires.                                                   |
| Roderic Dallas †              | 51 (contesté)        | Australie                      | Plus grand As australien (en conflit avec Robert Little)                                        |
| William Barker                | 50                   | Canada                         | Victoria Cross                                                                                  |
| Werner Voss †                 | 48                   | Allemagne                      | Un temps rival de Manfred von Richthofen                                                        |
| George Edward Henry McElroy † | 47                   | Royaume-Uni                    |                                                                                                 |
| Robert Little †               | 47                   | Australie (servit dans le RFC) | Plus grand As australien (en conflit avec Roderic Dallas)                                       |
| Albert Ball †                 | 44                   | Royaume-Uni                    | Victoria Cross                                                                                  |
| Charles Nungesser             | 43                   | France                         | Légion d'honneur, Médaille militaire                                                            |
| Lothar von Richthofen         | 40                   | Allemagne                      | Pour le Mérite, Frère de Manfred.                                                               |
| Oswald Boelcke †              | 40                   | Allemagne                      | Pour le Mérite, un des As le plus connu et grand tacticien aérien                               |
| Willy Coppens                 | 37                   | Belgique                       | Champion des destructeurs de ballons d'observation                                              |
| Julius Buckler (en)           | 36                   | Allemagne                      | Pour le Mérite                                                                                  |
| Godwin Brumowski              | 35                   | Autriche-Hongrie               | As des As austro-hongrois, Ordre de la Couronne de fer, Ordre impérial de Léopold               |
| Francesco Baracca †           | 34 (ou 36)           | Italie                         | As des As italien, Médaille d'or de la valeur militaire                                         |
| Julius Arigi                  | 32                   | Autriche-Hongrie               | Détenteur de quatre Médailles du courage (or, 2 argent, bronze)                                 |
| Theo Osterkamp                | 32                   | Allemagne                      | Fut également un As de la Seconde Guerre mondiale                                               |
| Karl Almenröder †             | 30                   | Allemagne                      | Pour le Mérite                                                                                  |
| Keith Park                    | 30                   | Nouvelle-Zélande               | As des As néo-zélandais Croix de guerre                                                         |
| A. H. « Harry » Cobby         | 30                   | Australie                      |                                                                                                 |
| Benno Fiala von Fernbrugg     | 28                   | Autriche-Hongrie               | Ordre de la Couronne de fer, Ordre impérial de Léopold                                          |
| Frank Linke-Crawford †        | 27                   | Autriche-Hongrie               | Ordre de la Couronne de fer, Médaille d'or du courage                                           |
| Eddie Rickenbacker            | 26                   | États-Unis                     | Plus grand As américain                                                                         |
| Hermann Göring                | 22                   | Allemagne                      | Pour le Mérite                                                                                  |
| William C. Lambert            | 21,5                 | États-Unis                     |                                                                                                 |
| Aleksandr Kazakov             | 20                   | Russie                         | As des As russe                                                                                 |
| József Kiss †                 | 19                   | Autriche-Hongrie               |                                                                                                 |
| Kurt Wintgens †               | 19                   | Allemagne                      | Pour le Mérite                                                                                  |
| Frank Luke †                  | 18                   | États-Unis                     | Medal of Honor                                                                                  |
| Franz Gräser (en) †           | 18                   | Autriche-Hongrie               | Ordre impérial de Léopold                                                                       |
| Raoul Gervais Lufbery †       | 17                   | États-Unis et France           | Plus grand As de l'Escadrille La Fayette                                                        |
| Max Immelmann †               | 15                   | Allemagne                      | Pour le Mérite                                                                                  |
| Field Kindley (en)            | 12                   | États-Unis                     |                                                                                                 |
| Arthur Roy Brown              | 11                   | Canada                         | Crédité pour avoir tué Manfred Von Richthofen (version contestée)                               |
| Indra Lal Roy †               | 10                   | Inde                           | Seul As indien                                                                                  |
| Donald Cunnell (en) †         | 9                    | Royaume-Uni                    | Connu pour avoir abattu le Baron Rouge le 6 juillet 1917                                        |
| Lanoe Hawker †                | 9                    | Royaume-Uni                    | Victoria Cross, premier As britannique.                                                         |
| Aristide Moraitinis           | 9                    | Grèce                          | Seul As grec                                                                                    |

## Filmographie
- The Great War, documentaire télévisé de la BBC.
- Les As du ciel - Chronique de la première guerre des airs, documentaire de Raoul Fox, NFB, 1993, 93 min

### Ouvrages généraux
- Damien Accoulon, chap. 2 « La Première Guerre aérienne : Transformation d'une innovation technique en instrument en combat », dans Jérôme de Lespinois (dir.), Nouvelle histoire de l'armée de l'air et de l'espace, Paris, Pierre de Taillac, 2022, 480 p. (ISBN 978-2-36445-199-5, OCLC 1322186899, lire en ligne), p. 46-99
- Jean Lebrun, La Marche de l'Histoire, "Les aviateurs de la Grande Guerre", diffusée le 12 septembre 2017, France Inter
- Éric Mahieu, « L'affirmation de la 5e arme », dans Jean-Marc Olivier (dir), Histoire de l'armée de l'air et des forces aériennes françaises du XVIIIe siècle à nos jours, Toulouse, éditions Privat, 2014 (ISBN 978-2-7089-5252-2), p. 49-148
- Lee Kennett (trad. de l'anglais par Anne-Marie Durand-Kennett), La première guerre aérienne : 1914-1918, Paris, Economica, coll. « Campagnes & stratégies » (no 51), 2005, 248 p. (ISBN 978-2-7178-5076-5)
- (en) John H. Morrow, The Great War in the Air : Military Aviation from 1909 to 1921, Washington, DC, Smithsonian Institution Press, 1993, 458 p. (ISBN 978-1-56098-238-8)
- (en) John H. Morrow, German Air Power in World War I, Lincoln, Nebraska, University of Nebraska Press, 1982, 267 p. (ISBN 978-0-8032-3076-7)

### Analyses thématiques
- André Pernet, Les avions de la guerre 14-18, Marabout, coll. « Flash » (no 87), 1961, 152 p.
- (en) Bernard Wilkin, « Aviation and propaganda in France during the First World War », French History, Oxford University Press, vol. 28, no 1,‎ mars 2014, p. 43–65 (DOI 10.1093/fh/crt084)
- (en) Denis Winter, The First of the Few : Fighter Pilots of the First World War, Athens, Georgia, University of Georgia Press, 1983, 223 p. (ISBN 978-0-7139-1278-4)